# Godzilla (film, 1954)
A Godzilla (japán írással: ゴジラ, azaz Godzsira) egy 1954-ben bemutatott japán sci-fi film, amely a kaidzsú műfajhoz tartozik.
Ez a Honda Isiró által rendezett film volt a Godzilla-sorozat első része, ezt tekinthetjük a kaidzsú műfaj megteremtőjének.
Ugyanakkor vele kezdődött a Godzilla-franchise, amely 2015-ben még a Guinness Rekordok Könyvébe is bekerült mint a filmtörténelem legrégebb óta tartó franchise-a.